# 燙麵
燙麵是一種製作麵團的技巧，用熱水來製作麵團。常用於中式麵食。

## 原理
通常使用中筋麵粉，倒入熱水後和麵。比起用冷水和的麵，熱水會讓澱粉糊化，阻止麵筋形成，讓麵團更軟、彈性更差、可塑性更高。糊化的麵團會呈透明。
燙麵常和部份的冷水麵團混合。

## 使用
若完全只用燙麵，因為麵團軟，只適合用於蒸製麵食如水晶餃和蝦餃。如果和入部份的冷水麵，可製作蒸、煎、炸的麵食，如蒸餃、燒賣、鍋貼、韭菜盒子、蔥抓餅、蛋餅、燒餅等等。
在日式和台式麵包中，會使用一部份的燙麵製作土司麵包，增加成品的體積、使麵包更軟，稱為湯種。